# Bảng tổng sắp huy chương Thế vận hội Trẻ Mùa hè 2014
Bảng tổng sắp huy chương Thế vận hội Trẻ Mùa hè 2014 là danh sách các Ủy ban Olympic quốc gia (NOCs) được xếp hạng theo số huy chương vàng giành được bởi vận động viên của họ tại Thế vận hội Trẻ Mùa hè 2014, diễn ra tại Nam Kinh, Trung Quốc, từ ngày 17 tới ngày 27 tháng 8 năm 2014.
Trong các quốc gia dành huy chương tại kỳ Đại hội này, có hai quốc gia chưa giành được huy chương Olympic – El Salvador và Fiji. Bốn quốc gia khác – Ghana, Moldova, Singapore và Zambia – giành được huy chương vàng đầu tiên tại một sự kiện Olympic.

## Bảng tổng sắp huy chương
Ban tổ chức không đưa ra bảng tổng sắp chính thức. Việc xếp hạng dưới đây dựa trên thông tin cung cấp bởi IOC và quy ước mà IOC sử dụng khi công bố bảng tổng sắp huy chương. Thông thường, bảng được xếp theo số huy chương vàng của các vận động viên từ một quốc gia giành được (trong trường hợp này, một "quốc gia" được đại diện bởi một Ủy ban Olympic quốc gia). Số huy chương bạc được đưa vào xem xét tiếp theo và sau đó số lượng huy chương đồng. Nếu vẫn bằng nhau thì sẽ được liệt kê theo thứ tự abc theo bảng mã IOC.
Ở một số nội dung, có các đội được lập bởi nhiều quốc gia với nhau. Số huy chương đó sẽ được tính trong bảng xếp hạng cho Đội hỗn hợp.
| Hạng                | NOC                  | Vàng | Bạc | Đồng | Tổng số |
| ------------------- | -------------------- | ---- | --- | ---- | ------- |
| 1                   | Trung Quốc           | 38   | 13  | 14   | 65      |
| 2                   | Nga                  | 27   | 19  | 11   | 57      |
| –                   | Các NOC kết hợp      | 13   | 12  | 14   | 39      |
| 3                   | Hoa Kỳ               | 10   | 5   | 7    | 22      |
| 4                   | Pháp                 | 8    | 3   | 9    | 20      |
| 5                   | Nhật Bản             | 7    | 9   | 5    | 21      |
| 6                   | Ukraina              | 7    | 8   | 8    | 23      |
| 7                   | Ý                    | 7    | 8   | 6    | 21      |
| 8                   | Hungary              | 6    | 6   | 11   | 23      |
| 9                   | Brasil               | 6    | 6   | 1    | 13      |
| 10                  | Azerbaijan           | 5    | 6   | 1    | 12      |
| 11                  | Anh Quốc             | 5    | 5   | 10   | 20      |
| 12                  | Ba Lan               | 5    | 0   | 1    | 6       |
| 13                  | Hàn Quốc             | 4    | 6   | 5    | 15      |
| 14                  | Úc                   | 4    | 3   | 14   | 21      |
| 15                  | Belarus              | 4    | 3   | 0    | 7       |
| 16                  | Đài Bắc Trung Hoa    | 3    | 3   | 2    | 8       |
| 16                  | Ethiopia             | 3    | 3   | 2    | 8       |
| 18                  | Thái Lan             | 3    | 2   | 3    | 8       |
| 19                  | Litva                | 3    | 2   | 2    | 7       |
| 20                  | CHDCND Triều Tiên    | 3    | 2   | 0    | 5       |
| 21                  | Kazakhstan           | 3    | 1   | 4    | 8       |
| 22                  | Croatia              | 3    | 1   | 1    | 5       |
| 23                  | Jamaica              | 3    | 1   | 0    | 4       |
| 24                  | Iran                 | 3    | 0   | 3    | 6       |
| 25                  | Đức                  | 2    | 8   | 15   | 25      |
| 26                  | Bulgaria             | 2    | 4   | 0    | 6       |
| 27                  | Uzbekistan           | 2    | 3   | 3    | 8       |
| 28                  | România              | 2    | 3   | 0    | 5       |
| 29                  | Armenia              | 2    | 2   | 3    | 7       |
| 29                  | Slovenia             | 2    | 2   | 3    | 7       |
| 31                  | Kenya                | 2    | 2   | 1    | 5       |
| 32                  | Tây Ban Nha          | 2    | 1   | 6    | 9       |
| 33                  | Ai Cập               | 2    | 1   | 5    | 8       |
| 34                  | New Zealand          | 2    | 1   | 2    | 5       |
| 35                  | Cuba                 | 2    | 1   | 1    | 4       |
| 36                  | Singapore            | 2    | 1   | 0    | 3       |
| 36                  | Thụy Sĩ              | 2    | 1   | 0    | 3       |
| 38                  | Hà Lan               | 1    | 4   | 5    | 10      |
| 39                  | Thổ Nhĩ Kỳ           | 1    | 3   | 6    | 10      |
| 40                  | Cộng hòa Séc         | 1    | 3   | 3    | 7       |
| 41                  | Argentina            | 1    | 2   | 4    | 7       |
| 42                  | Thụy Điển            | 1    | 2   | 3    | 6       |
| 43                  | Moldova              | 1    | 1   | 1    | 3       |
| 44                  | Việt Nam             | 1    | 1   | 0    | 2       |
| 45                  | Na Uy                | 1    | 0   | 3    | 4       |
| 46                  | Colombia             | 1    | 0   | 2    | 3       |
| 47                  | Áo                   | 1    | 0   | 1    | 2       |
| 47                  | Perú                 | 1    | 0   | 1    | 2       |
| 49                  | Zambia               | 1    | 0   | 0    | 1       |
| 49                  | Nam Phi              | 1    | 0   | 0    | 1       |
| 49                  | Suriname             | 1    | 0   | 0    | 1       |
| 49                  | Ghana                | 1    | 0   | 0    | 1       |
| 53                  | Venezuela            | 0    | 6   | 2    | 8       |
| 54                  | México               | 0    | 5   | 6    | 11      |
| 55                  | Canada               | 0    | 4   | 3    | 7       |
| 56                  | Hồng Kông            | 0    | 4   | 1    | 5       |
| 57                  | Bỉ                   | 0    | 2   | 4    | 6       |
| 58                  | Slovakia             | 0    | 2   | 1    | 3       |
| 58                  | Ireland              | 0    | 2   | 1    | 3       |
| 58                  | Gruzia               | 0    | 2   | 1    | 3       |
| 61                  | Hy Lạp               | 0    | 2   | 0    | 2       |
| 61                  | Botswana             | 0    | 2   | 0    | 2       |
| 63                  | Đan Mạch             | 0    | 1   | 3    | 4       |
| 64                  | Malaysia             | 0    | 1   | 1    | 2       |
| 64                  | Tunisia              | 0    | 1   | 1    | 2       |
| 64                  | Bahrain              | 0    | 1   | 1    | 2       |
| 64                  | Bồ Đào Nha           | 0    | 1   | 1    | 2       |
| 64                  | Ấn Độ                | 0    | 1   | 1    | 2       |
| 64                  | Trinidad và Tobago   | 0    | 1   | 1    | 2       |
| 70                  | Cộng hòa Dominica    | 0    | 1   | 0    | 1       |
| 70                  | El Salvador          | 0    | 1   | 0    | 1       |
| 70                  | Mông Cổ              | 0    | 1   | 0    | 1       |
| 70                  | Síp                  | 0    | 1   | 0    | 1       |
| 70                  | Kyrgyzstan           | 0    | 1   | 0    | 1       |
| 70                  | Bosna và Hercegovina | 0    | 1   | 0    | 1       |
| 70                  | Burundi              | 0    | 1   | 0    | 1       |
| 70                  | Serbia               | 0    | 1   | 0    | 1       |
| 70                  | Uganda               | 0    | 1   | 0    | 1       |
| 79                  | Bahamas              | 0    | 0   | 2    | 2       |
| 80                  | Indonesia            | 0    | 0   | 1    | 1       |
| 80                  | Iceland              | 0    | 0   | 1    | 1       |
| 80                  | Latvia               | 0    | 0   | 1    | 1       |
| 80                  | Fiji                 | 0    | 0   | 1    | 1       |
| 80                  | Iraq                 | 0    | 0   | 1    | 1       |
| 80                  | Maroc                | 0    | 0   | 1    | 1       |
| 80                  | Grenada              | 0    | 0   | 1    | 1       |
| 80                  | Djibouti             | 0    | 0   | 1    | 1       |
| Tổng số (87 đơn vị) | Tổng số (87 đơn vị)  | 224  | 220 | 240  | 684     |